# Pfarrkirche St. Georgen am Weinberg

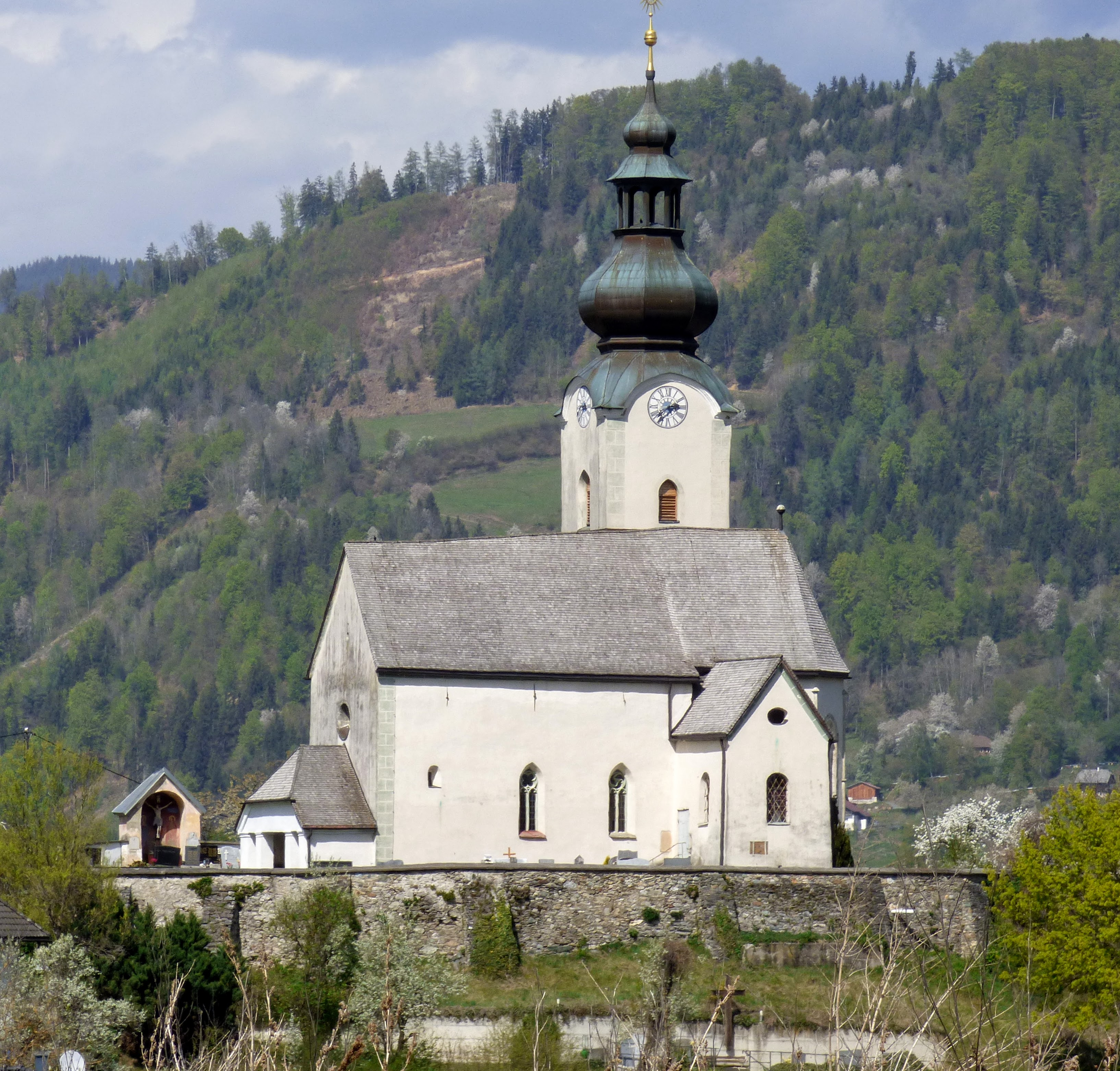
Katholische Pfarrkirche hl. Georg in St. Georgen am Weinberg

Die römisch-katholische Pfarrkirche St. Georgen am Weinberg steht auf einem Hügel in der Ortschaft Sankt Georgen am Weinberg der Stadtgemeinde Völkermarkt im Bezirk Völkermarkt in Kärnten. Die dem Patrozinium des hl. Georg unterstellte Kirche gehört zum Dekanat Völkermarkt/Velikovec in der Diözese Gurk-Klagenfurt. Die Kirche und der Friedhof stehen unter Denkmalschutz (Listeneintrag).

## Geschichte
Die Kirche ist eine der drei Hemmakirchen des Trixener Tales im Tochterverhältnis zu St. Ruprecht in Völkermarkt. Die Kirche wurde 1332 von einem Völkermarkter Kanoniker betreut. Im Barock wurde bei einer Visitation beanstandet, dass sich das Ossarium direkt unter dem Chor befindet, dabei wurde die Errichtung eines Beinhauses im Friedhof befürwortet.

## Architektur
Der im Kern romanische und spätgotische Kirchenbau aus dem 16. Jahrhundert trägt ein Steinplattldach. Der Nordturm am Chor hat spitzbogige Schallöffnungen und trägt einen barocken Zwiebelhelm. Die barocke Annenkapelle südlich am Chor entstand im 17. Jahrhundert. Der Chor zeigt an den Ecken des Polygons Runddienste und im Osten eine kielbogige Lichtnische. Vor der Westfront steht eine offene Vorhalle mit einem Opfertisch. Das spätgotische Westportal ist rundbogig und reich profiliert, der Sturz auf Kragsteinen zeigt ein Steinmetzzeichen, im Bogenfeld befindet sich Blendmaßwerk. Außen an der Annenkapelle ist ein Kapitell mit Köpfen und Dreiblättern vermauert.
Das Kircheninnere zeigt ein dreijochiges Langhaus mit einem Sternrippengewölbe auf Wandvorlagen und Runddiensten. Die dreiachsige Westempore steht auf Achteckpfeilern und zeigt ein Wappenschild mit P S 1536. Im Langhaus gibt es die Angabe 1528. Der eingezogene nach Norden gerückte Triumphbogen ist spitzbogig. Der höher gelegene nach Norden gerückte Chor ist eineinhalbjochig mit einem Fünfachtelschluss und hat ein Netzrippengewölbe auf Konsolen, im Polygon auf Diensten. Ein rundbogiges Portal führt in die kreuzgratgewölbte Sakristei im Turmerdgeschoß. Die südliche barocke Annenkapelle ist mit einem Rundbogen zum Chor geöffnet und tonnen- und kreuzgratgewölbt. Der Chor und an der Langhaussüdseite gibt es zweibahnige Fenster mit Fischblasenmaßwerk. Unter dem Chor befindet sich eine unregelmäßig gewölbte Krypta. Unter der Annenkapelle befindet sich die Gruft der Grafen Christallnigg, ein darin eingemauertes Alabasterrelief aus dem frühen 14. Jahrhundert zeigt eine Vera-Icon-Darstellung aus Nordwestfrankreich, Schmerzensmann, hl. Petrus und einen hl. Bischof.

## Einrichtung
Der barocke Hochaltar um 1740/1750 trägt die Statuen hl. Georg zu Pferd flankiert von den Vier Evangelisten und im Aufsatz Gottvater.
Die zwei Seitenaltäre mit Ädikula mit gesprengtem Segmentgiebel zwischen Voluten entstanden um 1680. Der linke Seitenaltar trägt die Statue Madonna und zeigt im Aufsatz das Bild eines hl. Jesuiten. Der rechte Seitenaltar trägt die Figur hl. Florian und zeigt im Aufsatz das Bild hl. Michael. Der Kapellenaltar aus 1759 zeigt das Altarblatt Anna Maria lesen lehrend und trägt zwei spätgotische Schnitzstatuen der Heiligen Florian und Georg um 1420/1430. In der Vorhalle befindet sich eine barocke Schnitzgruppe Anna und Maria und ein Kruzifix.
Eine Glocke nennt Mathias Zechenter 1739.

## Grabdenkmäler
Außen
- An der südlichen Außenmauer befindet sich ein römerzeitlicher Votivaltar für Aesculap gestiftet von der Familie der Lucanii, daneben gibt es ein Dienerin-Relief und das Fragment eines Tier-Relief-Frieses von einem Grabbau.

Innen
- Wappengrabplatten zu Peter Wucherer 1472 und 1682 und zwei figürliche Kindergrabsteine aus der zweiten Hälfte des 16. Jahrhunderts.